# Броньон (Кот-д’Ор)
Броньо́н (фр. Brognon) — коммуна во Франции, находится в регионе Бургундия. Департамент коммуны — Кот-д’Ор. Входит в состав кантона Дижон 1-й кантон. Округ коммуны — Дижон.
Код INSEE коммуны — 21111.

## Население
Население коммуны на 2010 год составляло 263 человека.
| 1962 | 1968 | 1975 | 1982 | 1990 | 1999 | 2010 |
| ---- | ---- | ---- | ---- | ---- | ---- | ---- |
| 123  | 89   | 110  | 150  | 221  | 213  | 263  |

## Экономика
В 2010 году среди 175 человек трудоспособного возраста (15—64 лет) 144 были экономически активными, 31 — неактивными (показатель активности — 82,3 %, в 1999 году было 68,9 %). Из 144 активных жителей работали 139 человек (71 мужчина и 68 женщин), безработных было 5 (4 мужчины и 1 женщина). Среди 31 неактивных 14 человек были учениками или студентами, 12 — пенсионерами, 5 были неактивными по другим причинам.